# Кривицкая, Елена Сергеевна
Елена Сергеевна Кривицкая (укр. Олена Сергіївна Кривицька, род. 23 февраля 1987 года, Ростов, Ярославская область) — украинская фехтовальщица на шпагах, трёхкратный призёр чемпионатов мира, победительница чемпионата Европы 2025 года в командном первенстве.

## Биография
Родилась в 1987 году в Ростове, впоследствии переехала в Тернополь.
В 2012 году приняла участие в Олимпийских играх в Лондоне, но стала лишь 31-й в личном первенстве, а в командном зачёте украинские шпажистки оказались восьмыми.
В 2015 году завоевала бронзовую медаль чемпионата мира.
В марте 2022 года выступила с осуждением вторжения России на Украину и призвала спортсменов из России выбрать сторону и высказаться на свою аудиторию о мире, не отмалчиваясь.
Завоевала командную золотую медаль на чемпионате Европы 2025 года в Генуе.

## Награды
- Орден княгини Ольги І степени (27 июня 2025 года) — за значительные заслуги в укреплении украинской государственности, мужество и самоотверженность, проявленные в защите суверенитета и территориальной целостности Украины, весомый личный вклад в развитие различных сфер общественной жизни, отстаивание национальных интересов нашего государства, добросовестное исполнение профессионального долга[2].
- Орден княгини Ольги ІІ степени (13 сентября 2019 года) — за весомый личный вклад в развитие и популяризацию физической культуры и спорта на Украине, достижения высоких спортивных результатов, высокое профессиональное мастерство[3]
- Орден княгини Ольги ІІІ степени (25 июля 2013 года) — за достижение высоких спортивных результатов на XXVII Всемирной летней Универсиаде в Казани, проявленную самоотверженность и волю к победе, повышение международного авторитета Украины[4].